# Italo Montemezzi
Italo Montemezzi (Vigasio, prop de Verona, 31 de maig de 1875 - 15 de maig de 1952) va ser un compositor italià sobretot conegut per l'òpera L'amore dei tre re.
Va estudiar música al Conservatori de Milà i posteriorment en fou professor d'harmonia durant un any. Es dedicà sobretot a l'òpera, gènere en el qual fou influït per Boito, més que no pas pels autors veristes més pròxims a ell.
La seva òpera, L'amore dei tre re, escrita el 1913, va llançar la seva carrera i li va permetre dedicar-se a la composició. El 1919 visitava els Estats Units, dirigint l'estrena americana de la seva òpera La Nave (Associació d'Òpera de Chicago, 18 de novembre), que havia estrenat prèviament a Milà (1918). Va viure a Califòrnia des de 1939, però feia viatges freqüents a Itàlia per retornar definitivament el 1949.

## Òperes
- Bianca 1901 (mai representada)
- Giovanni Gallurese (Torí, 1905)
- Hellera (Torí, 1909)
- L'amore dei tre re (Milà, 1913)
- La nave (Milà, 1918)
- La notte di Zoraima 1931
- L'incantesimo 1943
- La Principessa Lontana (incompleta)